# Mangwe Cavus
Il Mangwe Cavus è una depressione presente sulla superficie di Tritone, il principale satellite naturale di Nettuno; il suo nome deriva da quello di una divinità il cui culto è praticato nello Zambia.